# Pasumarru (Palnadu)
Pasumarru es una aldea en el distrito de Palnadu del estado indio de Andhra Pradesh.

## Geografía
Pasumarru está situado al sureste de la sede mandal, Purusothapatnam, en 16°04′06″N 80°11′03″E / 16.068249, 80.184205. Se extiende sobre un área de 7350 acres.

## Demografía
Según el censo de 2011, tenía 7165 habitantes.

## Gobernancia
La gram panchayat de Pasumarru es el autogobierno local del pueblo. Se divide en barrios y cada barrio está representado por un miembro del barrio.

## Educación
Según el informe de información escolar para el año académico 2018-19, el pueblo tiene un total de 6 escuelas. Estas escuelas incluyen 1 escuela privada y 5 Zilla/Mandal Parishad.